# Kagera-Nil
Der Kagera oder auch Akagera gehört zum Flusssystem des oberen Nils im Bereich des Victoriasees. Er ist mit seinen Quellflüssen über 800 km lang und bildet streckenweise die Grenze zwischen Burundi und Ruanda, Tansania und Ruanda sowie später zwischen Tansania und Uganda. Er entwässert in Ruanda in etwa 1350 m Höhe den Rugwero-See auf dessen Ostseite (2° 21′ 14″ S, 30° 21′ 50″ O) und ist der Quellfluss des Nils, der am weitesten von seiner Mündung ins Mittelmeer entfernt ist.

## Verlauf

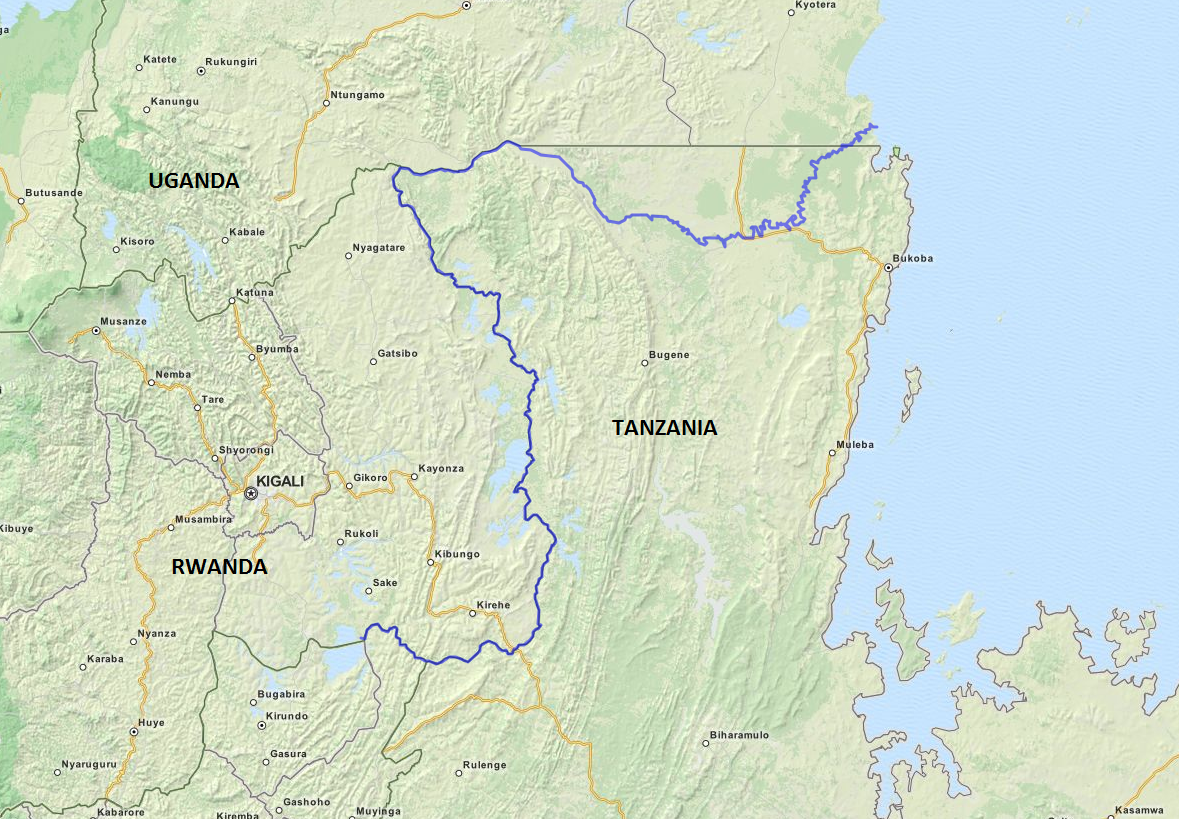
Verlauf des Kagera

Der Kagera verlässt den Rugwero-See unmittelbar an der Mündung des Nyabarongo und ist über Mündungsarme mit diesem verbunden. Er fließt zunächst in südöstliche und dann in östliche Richtung und bildet dabei die Grenze zwischen Burundi und Ruanda. Kurz nach dem Wechsel zur Grenze zwischen Ruanda und Tansania nimmt er aus Südwest den Ruvubu auf und wendet sich anschließend nach Norden. Etwa 500 Meter weiter nördlich, an der Stelle, an der auch eine wichtige asphaltierte Straße mit Grenzposten die Grenze der beiden Länder kreuzt, fällt das Gelände 15 Meter tief ab und bildet die Rusumo-Fälle. Dieser Wasserfall gehört zum Akagera-Nationalpark, der 1934 eingerichtet wurde und eines der größten Schutzgebiete entlang des Nils bildet. Ein 110 km langer und zweieinhalb Meter hoher Elektrozaun, der vom Rwanda Development Board bis März 2013 fertiggestellt sein soll, soll Konflikte zwischen den Wildtieren des Parks und der Bevölkerung der angrenzenden Gebiete verhindern.
Mit dem Grenzwechsel Ruanda/Uganda wendet sich der Fluss nach Osten. Dort, wo sich die mäandrische Grenzziehung zwischen den beiden Ländern in eine Breitengradziehung ändert, fließt der Kagera für mehr als 100 Kilometer durch Tansania, bevor er nach Norden schwenkt, die Grenze nach Uganda vollständig überquert und nach etwa 30 Flusskilometern den Victoriasee erreicht.
Der Kagera ist mit etwa 28 Prozent der Gesamtwasserzuflussmenge der wichtigste Zufluss des Victoria-Sees.

## Hydrometrie
Der Kagera ist mit Abstand der wasserreichste Viktoriasee-Zufluss. Sein Abfluss macht etwa ein Drittel aller Zuflüsse des Sees aus. Der nächstgrößte Zufluss ist der kenyanische Nzoia mit etwa 15 %.
Durchschnittliche monatliche Durchströmung des Kagera (1965–1984) gemessen an der hydrologischen Station in Rusumo in m³/s.
- Diagrammdaten:
- Definition |
- Rohdaten |
- Hilfe

## Einzugsgebiet
Das Einzugsgebiet des Kagera erstreckt sich über vier Länder und wird mit etwa 60.000 km² angegeben.
| Land          | Fläche Einzugsgebiet [km²] | Prozent Einzugsgebiet | Prozent Landesfläche |
| ------------- | -------------------------- | --------------------- | -------------------- |
| Uganda        | 5.800                      | 9,7                   | 2,4                  |
| Rwanda        | 19.900                     | 33,3                  | 75,6                 |
| Tansania      | 20.800                     | 34,8                  | 2,2                  |
| Burundi       | 13.300                     | 22,2                  | 47,8                 |
| Kagera gesamt | 59.800                     | 100,0                 |                      |

## Namensgebung
Je nach Quelle werden die unterschiedlichen Abschnitte des Kagera in Ruanda unterschiedlich bezeichnet. Im deutschen Koloniallexikon und anderen Quellen erhält er seinen Namen bereits am Zusammenfluss des Akanyaru mit dem Nyabarongo. Im Weiteren mündet der Nyabarongo in den Rugwerosee und verlässt ihn als Kagera.

## Flussgeschichte

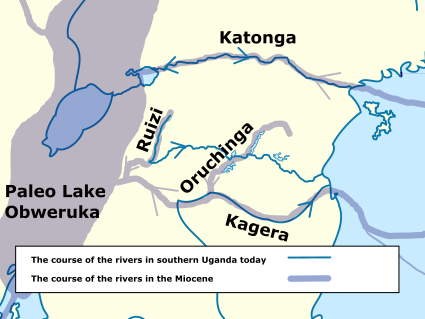
Der Verlauf der Flüsse in Süduganda im späten Miozän und heute

Es wird angenommen, dass das Gebiet des heutigen Viktoriasees ursprünglich nach Westen in den Kongo entwässerte. Bei der Entstehung des Ostafrikanischen Grabenbruchs wurden die Ränder der Bruchkanten angehoben und es entstand ein Becken das heute mit Wasser gefüllt ist. Ein Indiz für diese Theorie ist der Verlauf des Flusses Katonga, in dessen Flussbett sich mittlerweile eine neue Wasserscheide gebildet hat und er nun nach Westen in den Georgsee und nach Osten in den Viktoriasee entwässert. Vergleichbares lässt sich auch an den Koki-Seen beobachten, die bei Hochwasser immer noch nach Westen in den Kagera abfließen. Ein weiteres Beispiel ist der Verlauf der beiden Flüsse Nkusi (Albertsee) und Kafu (Kyogasee). Auch der Kagera und der Ruizi haben bei diesem Prozess ihre Fließrichtung umgedreht.